# Посульские курганы
Посульские курганы (укр. Посульські кургани) — группа скифских курганов на территории Сумской области. По мнению археологов, большинство посульских курганов возникло в VI—V веках до нашей эры.
Курганы расположены группами. В каждой такой группе есть несколько курганов высота до раскопок составляла до 20 метров. Вокруг этих курганов располагаются курганы меньше (примерно 8-12 метров).
За более чем 2,5 тысячи лет большинство малых курганов было разрушено, а значительное количество крупных ограблено.
В обычных посульских курганах (до 2 метров) могилы имеют вид ям с балочными перекрытиями. В большинстве устраивались гробницы в виде срубов из балок и столбами по углам. Иногда сруб заменялся обшивкой стен из вертикально поставленных досок, нижние концы которых закреплялись в канавках вдоль стен. В крупнейших курганах выкапывались большие ямы с уступами. Перекрытия на уступе делалось из двух рядов балок. Дно ямы покрывали березовой корой или посыпали известью и красной краской. Особое значение в ритуале приобрело погребальный костер, для которого над перекрытием сооружалась глиняная площадка. Наряду с ямой встречаются следы тризны в виде обломков посуды, костей животных и угля.
Похороненные лежат в вытянутом положении, преимущественно головой на юг. Хоронили их в полном военном снаряжении: с мечом, копьями, боевыми топорами, колчаном со стрелами. У одной из стенок гробницы стояли военные доспехи, куда входили панцирь, щит. Там же ложились колчан со стрелами, меч, топор, боевые ножи. Справа от похороненного клали конское снаряжение, которого в посульских курганах особенно много. В рядовых могилах бывает от 2 до 6, а у богатых — до 20 уздечек. при раскопках было обнаружено 27 мечей, около 100 наконечников копий, 24 боевых топора, более 20 панцирей и около 230 уздечек. В каждой могиле есть Сагайдачный набор стрел. В гробнице, чаще у головы погребенного, находят кости от жертвенного мяса и глиняная посуда. Во многих могилах ставились бронзовые котлы, амфоры и художественно украшенная посуда. Украшали воинов золотыми гривнами и бляшками. В 18-ти мужских захоронениях обнаружены скелеты сопровождающих женщин в богатых нарядах, очевидно, жен или наложниц.
Сегодня в Посулье около 250 курганов. Крупнейшим из них является «Старая Могила» высотой в 21 метр — самый большой курган днепровского Левобережья. Его начал раскапывать еще в 1876 году Т. В. Кибальчич. Срезав верхнюю часть кургана и выкопав яму в гробницу он был вынужден из-за значительных объемов прекратить работу. Окончил раскопки этого кургана Дмитрий Самоквасов в 1889 году. Под курганом оказалась большая яма площадью более 100 квадратных метров, в которой на глубине 1 метр сделано выступление и выкопан захоронение. В нём находилась гробница в виде балочного сруба со столбами по углам, перекрытая сверху двумя рядами дубовых брусьев.